# Tour d'extensions quadratiques
En mathématiques et plus particulièrement en algèbre, dans le cadre de la théorie des corps, une tour d'extensions quadratiques est une suite finie K0, … , Kn de corps commutatifs dont chacun est une extension quadratique du précédent. Le corps Kn est alors une extension finie de degré 2n de K0. Si de plus la caractéristique de ces corps n'est pas 2, alors ces extensions sont séparables.
La notion est naturellement liée à celle de construction à la règle et au compas : la construction du polygone régulier à 17 côtés (découverte par Gauss en 1796) peut s'analyser en termes d'une suite d'extensions quadratiques ; le théorème de Wantzel (Wantzel 1837) permet de caractériser les nombres constructibles à la règle et au compas en termes de tour d'extensions quadratiques. Ce théorème a permis de clore certaines grandes questions ouvertes des mathématiques de la Grèce antique, comme la duplication du cube et la trisection de l'angle. L'étude de ces extensions permet, grâce à la théorie de Galois, une démonstration du théorème de Gauss-Wantzel, qui donne la liste des polygones réguliers constructibles à la règle et au compas.
Beaucoup d'auteurs utilisent la notion directement, sans lui attribuer un nom particulier, et parlent, à l'occasion, simplement de suite d'extensions quadratiques.

## Exemples
- Toute extension quadratique est une tour (à un seul élément) d'extensions quadratiques, mais la notion de tour n'est pas vraiment pertinente dans ce cas : le concept d'extension quadratique est suffisant.
- Soient a un entier, n un entier naturel, p = 2n et r une racine p-ième de a. Alors, ℚ(r) est le dernier corps d'une tour d'extensions quadratiques sur ℚ de longueur inférieure ou égale à n. En effet, si l'on note rn = r et, pour k de n à 1, rk–1 = rk2, alors ℚ(rk) est une extension de degré 1 ou 2 de ℚ(rk–1) et ℚ(r0) = ℚ(a) = ℚ. En revanche, l'extension ℚ(r) de ℚ n'est pas normale en général : par exemple pour n = 2 et a = 2, deux des quatre conjugués sur ℚ de la racine quatrième de 2 sont non réelles, or l'extension ℚ(4√2) est réelle.
- Soit n un entier dont l'indicatrice d'Euler est une puissance de 2 ; alors l'extension cyclotomique d'une racine primitive de l'unité d'ordre n se décompose en tour d'extensions quadratiques. Ce résultat est établi dans l'article « Théorème de Gauss-Wantzel » pour les cas n = 5 et n = 17. Il est établi de manière générale dans le paragraphe « Propriétés galoisiennes » ci-dessous.

## Propriétés galoisiennes
Lorsqu'une extension L/K est constituée des deux extrémités d'une tour d'extensions quadratiques, son degré est, par construction, une puissance de 2. La réciproque est vraie si l'extension est galoisienne :

Toute extension de Galois dont le degré est une puissance de 2 est une tour d'extensions quadratiques.
Or une extension algébrique L/K est galoisienne si et seulement si elle est à la fois normale (contrairement, par exemple, à ℚ(4√2)/ℚ : cf. ci-dessus) et séparable (c'est-à-dire que les polynômes minimaux sur L des éléments de K n'ont pas de racines multiples) et cette seconde condition est facile à satisfaire :

Sur un corps de caractéristique différente de 2, toute extension de degré égal à une puissance de 2 est séparable.

## Clôture quadratique
Dans une clôture algébrique fixée de K, la réunion de toutes les tours d'extensions quadratiques sur K est un sous-corps.
C'est donc une extension algébrique de K, et c'est sa plus petite extension quadratiquement close. On l'appelle la clôture quadratique de K.
La clôture quadratique de ℚ est le corps des nombres complexes constructibles (une définition géométrique équivalente est donnée dans l'article « Nombre constructible », le plan complexe étant alors identifié au plan euclidien). C'est une extension de degré infini.
En effet, pour toute puissance p de 2, elle contient par exemple ℚ(p√2), qui est de degré p sur ℚ.

## Résultats géométriques
Les propriétés précédentes montrent que :
- tout nombre constructible est algébrique de degré une puissance de 2, ce qui résout par la négative trois des problèmes de l'Antiquité :
  - la duplication du cube n'a pas de solution constructible (à la règle et au compas) ;
  - la trisection d'un angle quelconque non plus car
  - le n-gone régulier n'est pas constructible si n n'est pas le produit de nombres de Fermat premiers distincts par une puissance de 2 ;
- tout élément d'une extension normale de ℚ de degré une puissance de 2 est constructible[1], ce qui montre que réciproquement :
  - la condition nécessaire ci-dessus pour que le n-gone régulier soit constructible est également suffisante (en raisonnant sur la n-ième extension cyclotomique).

La condition nécessaire pour qu'un complexe z soit constructible (qui est que son degré soit une puissance de 2) n'est, elle, pas suffisante en général, puisque pour tout entier n ≥ 2, il existe une infinité de polynômes (irréductibles et de degré n) à coefficients entiers dont le groupe de Galois sur ℚ est le groupe symétrique Sn.